# Fünfseen
Fünfseen est une commune d'Allemagne située dans l'arrondissement du Plateau des lacs mecklembourgeois, dans le Land de Mecklembourg-Poméranie-Occidentale.

## Géographie
Fünfseen se situe dans le sud du Land de Mecklembourg-Poméranie-Occidentale, au bord du rivage oriental du lac Plauer See et au sud de Malchow. Sur le ban de la commune se trouvent les lacs Hofsee, Kogeler See et une partie du lac Petersdorfer See.

## Quartiers
La commune de Fünfseen a été créée le 1er janvier 2005 à partir des villages précédemment indépendants de Adamshoffnung, Grüssow, Kogel, Rogeez et Satow. D'autres quartiers sont Bruchmühle, Lenz-Süd, Neu Grüssow, Petersdorf et Satow Hütte.

## Personnalités liées à la ville
- Adolf Kneser (1862-1930), mathématicien né à Grüssow.